# Callitomis multicincta
Callitomis multicincta là một loài bướm đêm thuộc phân họ Arctiinae, họ Erebidae.